# Mortal Kombat (película de 1995)
Mortal Kombat es una película estadounidense de artes marciales y fantasía dirigida por Paul Anderson. Basada en la franquicia de videojuegos del mismo nombre, es la primera entrega de la serie de películas Mortal Kombat. Protagonizada por Linden Ashby, Cary-Hiroyuki Tagawa, Robin Shou, Bridgette Wilson, Talisa Soto y Christopher Lambert, la película sigue a un grupo de héroes que participan en el torneo homónimo para proteger la Tierra de ser conquistada por fuerzas malévolas. Su historia adapta principalmente el videojuego original de 1992, aunque también utiliza elementos del juego Mortal Kombat II (1993).
El desarrollo de la adaptación cinematográfica de «Mortal Kombat» comenzó poco después del lanzamiento de «Mortal Kombat II», cuando el productor independiente Lawrence Kasanoff adquirió los derechos de Midway Games. El director novel Anderson fue contratado por el éxito de su ópera prima, «Shopping», con un guion escrito por Kevin Droney. El rodaje se llevó a cabo principalmente en Tailandia, con secuencias de lucha supervisadas por Shou y Pat E. Johnson.
Mortal Kombat se estrenó en Estados Unidos el 18 de agosto de 1995. Recibió críticas mixtas por parte de los críticos, que elogiaron las secuencias de artes marciales, la atmósfera, las actuaciones y los valores de producción, pero criticaron la violencia atenuada con respecto a los videojuegos. A pesar de la respuesta mixta de la crítica, la película fue bien recibida por los fans de la serie. También fue un éxito comercial, recaudando 122,2 millones de dólares con un presupuesto de 20 millones.
A la película le siguió una secuela en 1997, Mortal Kombat: Annihilation, junto con dos series de televisión: la secuela animada Mortal Kombat: Defenders of the Realm (1996) y la precuela de acción real Mortal Kombat: Conquest (1998-1999). Las secuelas no lograron igualar el éxito de la película original, y la serie fue reiniciada con una película de 2021.

## Sinopsis
El legendario Raiden guía al guerrero Liu Kang, a la militar Sonya Blade y a la estrella de cine de artes marciales Johnny Cage a una isla remota para competir en el torneo Shaolin conocido como Mortal Kombat. Si los Outworld ganan el Torneo Shaolin diez veces seguidas, podrán entrar en la Tierra y dominarla. Estos han salido victoriosos las últimas nueve veces, y con guerreros como Scorpion, Sub Zero y Goro, el futuro de la Tierra parece muy sombrío.

## Argumento
En el Templo de la Luz se está llevando a cabo una batalla entre Chan y un hechicero. Chan está a punto de ser derrotado y pide clemencia antes de que el hechicero fracturara su brazos. Chan cae vencido, pero el hechicero le da un golpe directo en la espalda haciendo que Chan grite de dolor. Aquel hechicero toma por la cabeza al chico diciendo que su alma ya es suya, y advierte a Liu Kang, el hermano de Chan, que él será el siguiente en morir. Entonces el hechicero se convierte en una especie de esqueleto por lo que Kang despierta de su pesadilla al recordar la muerte de su hermano. Liu se levanta y lee un telegrama de su abuelo con el siguiente mensaje: "Liu, tu hermano ha muerto, vuelve a casa. Abuelo".
Por otra parte, en Los Ángeles, California, un hombre de traje ingresa a una bodega en la cual lo espera una limusina negra. Al observar que de esta limusina descienden cuatro hombres con diferentes tipos de armas de golpe, el solitario personaje solo atina a decir "¡A jugar!", tras lo cual comienza a darse una batalla en la cual los cuatro hombres comienzan a caer de a uno. Finalmente, el personaje solitario queda mano a mano con uno de ellos que aún resiste sus golpes de pie. Esta situación, provoca que el hombre baje los brazos en forma decepcionante y le increpe a su oponente diciéndole "¡Es la parte donde caes!", tras lo cual el último hombre que había quedado de pie se arroja al suelo de una forma sobreactuada. En realidad, esa pelea se trataba de la grabación de una película y el personaje solitario no era otro que la estrella de cine Johnny Cage, quien tras la reacción de este último extra se vuelve hacia la producción gritando "¿De donde sacaron a estos idiotas?". La reacción de Cage provoca una fuerte discusión con el director de la película, tras la cual Cage se retira dejándolo con las palabras en la boca. Mientras se va retirando, un integrante del personal se acerca para avisarle a Cage que una persona lo esperaba, a lo que Johnny responde que no quiere reporteros. El trabajador le dice que al parecer no se trataba de un reportero, tras lo cual Cage descubre a alguien ocupando su silla del set. El personaje en cuestión se da a conocer como el Sr. Boyd, maestro de artes marciales de Cage. Johnny recibe con alegría a su maestro, quien le comenta y acerca una invitación a un torneo de artes marciales, asegurándole que participando del mismo obtendría fama y respeto, además de recuperar su alicaída reputación. Cage acepta la invitación (en forma de un pergamino chino) y es advertido que el barco que lo llevará al torneo, zarpará al día siguiente. Tras despedirse, el aparente Sr. Boyd comienza a retirarse y mientras lo va haciendo, comienza a transformarse dando a ver que en realidad se trataba del hechicero Shang Tsung.
El Templo de la Luz. Un barco deja a Liu Kang en su antiguo hogar, allí tiene una cálida bienvenida por parte de su pueblo y su abuelo a quien saluda. Kang y su abuelo van al lugar donde Chan murió por culpa de Shang Tsung. El abuelo de Kang le explica cómo fue su muerte, Chan se preparaba para el torneo. Liu le menciona la historia sobre el torneo y su abuelo le menciona que salvar al mundo no es ningún cuento. En una reunión, los ancianos sabios del Templo tratan de darle a Liu el consentimiento para entrar al torneo aunque muchos tienen dudas por haber abandonado el Templo. Al preguntarle el motivo por el cual asistirá a torneo, Liu menciona que es para vengar la muerte de su hermano, el anciano lo corrige diciendo que si esa es su única razón, fracasará. Liu al momento menciona lo que ellos quieren oír acerca de "salvar al mundo". Una voz un poco ronca y más anciana se escucha preguntando que si esa es la verdadera razón por la cual Kang abandonó el templo. Kang voltea a ver quien le preguntó. Un hombre con arapos y un sombrero chino camina hacia donde se encuentra Liu y sorpresivamente los monjes del templo se inclinan mientras avanza. Aquel hombre menciona que sabe que Liu huyó del templo porque era mucha responsabilidad el torneo, pero una venganza es más sencilla y luego el monje revela su identidad, se trata de Raiden. El abuelo se sorprende y se inclina. Liu no muestra signos de sorpresa y duda, trata de levantar a su abuelo del suelo mencionándole que ese hombre no es el Dios del Trueno sino que es sólo un "mendigo". El abuelo se disculpa diciéndole "la vida americana le ha debilitado el cerebro, demasiada televisión". Raiden duda de la habilidades de Liu, diciéndole "Así que has decidido ganar el torneo" Liu le responde "Así es" y Raiden le responde "Demuéstrame como", Kang acepta el reto, pero el abuelo le retiene y Raiden le dice: "No me digas que tienes miedo de un simple mendigo". Kang va a luchar, pero Raiden lo derriba rápidamente. Luego de eso Raiden le critica que a donde ha estado cuando Chan había muerto. Liu decepcionado y enojado, amenaza con entrar al torneo con o sin el consentimiento de la Orden de la Luz. Raiden y el abuelo saben que no hay nadie más que pueda defender el mundo.
Chai Wan Bay, Hong Kong, llega una limosina en la noche, en la bahía donde Boyd le mencionó a Johnny que saldría el barco rumbo al torneo. Johnny se molesta al ver a otro sujeto leyendo el artículo en que dice que es un fraude y se lo arrebata. El sujeto lo alienta y Johnny reconoce al hombre, es Art Lean, mencionándole que vio sus espectaculares peleas y Lean trata de devolverle el cumplido. Liu pasa cerca de Johnny y le dice que le dará dinero si él sube sus maletas, Liu toma el dinero pero arroja las maletas al agua, Johnny no se enoja pero se queda aliviado por no "haberle pedido que estacionara el coche". Los policías especiales Sonya Blade y Jax Briggs buscan a Kano cerca de la bahía, pero se quedan paralizados a ver a un barco poco común acercarse. Johnny piensa que bromean con lo del barco. Así que en ese instante, Kano aparece y entra al barco y Sonya no duda en perseguirlo ante las réplicas de su compañero. Ya dentro del barco, Johnny encuentra a Liu y trata de reclamarle por lo de las maletas y se topa con Sonya quien le apunta con un arma preguntándole por Kano, Johnny no sabe quién es, pero se ofrece a ayudarla y ella rehúsa. Liu sólo se burla de él. Sonya entra a un cuarto dentro del barco lleno de cadenas y en eso aparece Shang Tsung quien se presenta y se ofrece igual a "ayudarla". Johnny y Liu entran en ese lugar dándose cuenta de la insinuación que Tsung le hizo a Sonya y le pide que de una disculpa. Sonya se ofende mencionando que no necesita ayuda, si la necesita, la pedirá por radio. Así que dos hombres con aspecto de ninjas entran donde ellos se encuentran y Johnny le pregunta a Sonya si tiene el radio en las manos. Los ninjas Scorpion y Sub-Zero son los rivales más mortales bajo el control de Shang Tsung.
Sonya le apunta a Sub-Zero con su arma amenazándolo que no se mueva, pero el ninja congela su arma, mientras que Scorpion deja boquiabierto a Johnny cuando le sale de la palma de su mano una especia de serpiente viva a punto de atacar; ambos ninjas son lanzados por rayos venidos del exterior. Los rayos se juntan y dan la aparición de Raiden quien se molesta con Shang Tsung por haber atacado a sus "discípulos". Tsung le pide disculpas y tanto Liu Kang, Johnny Cage y Sonya Blade se quedan perplejos preguntándose por el torneo.
Raiden desaparece y todos se quedan casi inmovilizados. Saliendo al exterior, Johnny se pregunta quiénes son esos hombres y de qué se trata todo esto. Sonya piensa que hay una explicación lógica y Liu sólo menciona que Raiden es el Dios del Trueno. Raiden aparece y les explica sobre el torneo. Que ellos 3 han sido elegidos para enfrentarse a un torneo llamado Mortal Kombat.
La Tierra es un mundo de varios llamado Earthrealm y de un mundo de seres oscuros llamado Outworld que tratan de adueñarse de él. Para invadirlo, El Emperador y Shang Tsung deben ganar diez torneos seguidos para abrir los portales entre Earthrealm y Outworld. Ellos ya ganaron nueve, y este es el décimo torneo. Y uno de ellos tres definirá el destino de la Tierra. Liu le pregunta a Raiden sobre Shang Tsung, pero sabe que si lo enfrenta por venganza, perderá, Raiden mira al cielo y observan todos que el torneo ha comenzado.
Llegando a la misteriosa isla Liu, Sonya y Johnny descienden del barco desorientados y sin poder comunicarse con otras personas. Los tres suben escaleras hasta la cima de una montaña con estatuas de guerreros. Johnny se sorprende de la rara decoración del sitio. Liu se queda mirando a una mujer quien resulta ser la princesa Kitana. Después que los 3 se marchan, Shang Tsung le ordena a una estatua con forma de reptil que cuide a Kitana y la mantenga alejada de los humanos, la estatua cobra vida y se va.
Ya en la ceremonia de apertura, los monjes le ofrecen comida a los peleadores. Shang Tsung da un breve discurso sobre el torneo y menciona que algunos tendrán el "privilegio" de enfrentarse al príncipe Goro, el actual campeón. Shang Tsung les dará una demostración de lo que le espera a los luchadores el día de mañana. Varios ninjas abren paso para que se de un breve encuentro entre un ninja enmascarado y Sub-Zero. El enmascarado empieza un calentamiento antes de enfrentarse y Sub-Zero acumula energía solamente, el enmascarado lanza una patada, pero el rayo de hielo lo congela completamente y lo destruye cayendo sus pedazos a los pies de Tsung quien sólo menciona "flawless victory" ("victoria impecable") y se retira. Todos se quedan atónitos. Liu va a seguir a Tsung, pero Johnny lo sigue. Sonya igual va a buscar a Kano. Los 3 se adentran en el lugar y se quedan paralizados al ver a Goro.
Los 3 descubren en una habitación a Kano quien está comiendo, pero el problema no es Kano sino Goro, un shokan de cuatro brazos muy fuerte. Goro menciona a Kano sobre las intenciones de Shang Tsung en las palabras de la ceremonia, Kano le pregunta si Goro es príncipe de algún reino, y él se enoja diciendo que es príncipe del mundo subterráneo de Shokan. Shang Tsung aparece deteniendo a Goro y mencionándole que tenga cuidado con el descendiente de Kung Lao, Liu Kang y de la princesa Kitana y que no deben fracasar. Liu, Sonya y Johnny se van y Shang Tsung los descubre. Los 3 se pierden en el lugar y Lui sigue a Kitana pensando que los va ayudar. Liu es atacado por el reptil que Tsung envió y siguen su búsqueda apenas Liu se recuperara. Así que los tres llegan a la misma sala donde se encontraban Tsung, Kano y Goro, pero está vacía. Pero en pocos segundos son sorprendidos por ninjas enmascarados quienes los combaten, pero los 3 derriban a todos los ninjas. Raiden aparece aplaudiéndoles, pero preguntando que qué harán con todos "ellos". Los 3 voltean hacia atrás y ven a los ninjas de nuevo de pie, pero Raiden los detiene. Ya en el exterior, Raiden les advierte a los 3 sobre el torneo y que se preparen puesto que apenas amaneciendo, comenzará.
Ya de día, en una arena, Shang Tsung da inicio a la primera batalla donde Liu se enfrentará a un monje, y empezarán con armas. El monje pierde un poco el combate hasta que Kang le da la patada que lo derriba. Shang Tsung viendo la victoria de Kang, se acerca al monje y roba su alma diciéndole "Tu alma es mía". La siguiente en combatir es Sonya, Tsung le dice que tiene un regalo para ella que luego pueda agradecer, de entre las sombras aparece Kano quien le menciona sobre la muerte del compañero de Sonya exponiendo así que él fue el asesino. Kano trata de herir a Blade con su cuchillo, mismo que usó para matar al compañero de Sonya, pero lo esquiva. Después de aludir sus ataques, Sonya pone sus piernas alrededor del cuello de Kano y lo mata.
Dentro del bosque, Johnny busca a su oponente y es Scorpion quien posa antes de iniciar la pelea y manda a su "serpiente" a atacar a Cage con la clásica orden de "Get over here!" ("Ven aquí"), Cage esquiva a la serpiente que termina estrellándose en un tronco, Cage aprovecha la oportunidad para acercarse a Scorpion y son transportados a otro lugar donde tienen un combate mano a mano. Scorpion se quita la máscara, revela a su verdadero "yo" y trata de quemar a Cage, pero este se defiende con un escudo, Cage arroja una lanza lastimando a Scorpion y empieza a herirlo con el escudo, Scorpion explota y Cage huye no sin antes arrojar un autógrafo suyo como burla y con las siguientes palabras "Para mi gran admirador. Johnny Cage".
Un nuevo combate empieza entre Kitana y Liu, ya enfrentándose, Kitana le da sugerencias a Liu de su próximo combate y que debe "usar el elemento que da la vida", Liu no entiende, pero Shang Tsung descalifica a Kitana por eso. Un hombre que resulta ser Raiden bebe agua cerca del nuevo lugar de combate entre Liu Kang y Sub-Zero. El ninja pelea contra Kang, pero termina siendo derribado, así que usa su poder de congelación en contra de Liu y él recuerda las palabras de Kitana, por lo que usa el balde de agua que Raiden dejó, lanzándole uno a Sub-Zero. El agua se congela formando un pico que termina matando al ninja.
Shang Tsung va donde se encuentra un príncipe Goro impaciente y le dice que ya es hora de pelear. Así que Goro derriba a varios contrincantes y en entonces, que le toca el turno a Art Lean para pelear contra él. Art empieza bien el combate, pero Goro es superior y termina siendo derrotado ante la impresión de Sonya y Johnny. Shang Tsung roba el alma de Lean y Cage grita por la muerte del peleador. Ya en otro lugar Liu, Johnny e Sonya se encuentran con Raiden preguntándoles que si tanto Tsung como Goro pueden ser derrotados, Raiden les contesta que sí, pero deben tener confianza y deben dejar su ego, su persona y la sed de venganza atrás.
Liu tiene otra pesadilla sobre la muerte de su hermano. Por otra parte, Johnny menciona a Sonya que se enfrentará a Goro y ella lo desaprueba. Así que Johnny busca a Shang Tsung y le dice que quiere pelear contra Goro, pero Tsung se lo concede a cambio de elegir él mismo al último combatiente en la pelea final del torneo. Johnny acepta, pero Raiden aparece para cancelar el trato, sin embargo ya es demasiado tarde, el trato está hecho. Raiden pregunta qué fue lo que hizo a Cage, pero él le responde que sólo sigue lo que él le enseñó, que el torneo es para pelearlo. Raiden se alegra a saber que al menos uno de ellos ya aprendió el significado del torneo.
Goro hace su aparición para su pelea contra Johnny mientras que todos los hombres gritan varias veces el nombre de Goro. Johnny aparece y Goro le destruye sus gafas. Tsung le reitera a Goro que mate a Cage como un tributo para él por lo cual Goro le menciona que Cage no será problema. Johnny se prepara mencionando "Vamos a bailar", Goro se prepara levantando sus brazos para golpearlo, Cage se agacha y golpea su entrepierna quien termina adolorido. Cage huye hacia otro sitio y Goro lo sigue, cerca de un abismo empiezan su combate mano a mano, Cage se enoja por las gafas carísimas que le rompió y le da una patada que hace que Goro casi caiga al abismo. Cage lo observa y le dice "En esta parte debes caerte" y Goro cae al abismo.
Se escucha el grito de Sonya quien está siendo secuestrada por Tsung. Raiden y Liu lo encaran, pero debido al trato no pueden hacer nada, así que Tsung junto con Blade se transportan a Outworld y Cage trata de seguirlos, pero es detenido por Liu y Raiden.
Raiden les dice que no puede seguirlos, pero ellos si pueden ir a ese lugar a buscar a Sonya y les desea suerte. El reptil que mandó Tsung a espiarlos también entra al portal. Liu y Johnny se aventuran entrando al portal e ir a Outworld. Una vez allí, Cage piensa que está en preparatoria por la hostilidad del lugar.
Liu escucha un sonido y se acerca a un muro, Johnny se pregunta que hace y ve con asombro que Liu descubre al reptil que lo atacó anteriormente y lo lanza a una estatua que se lo "come" dándole vida a otro guerrero ninja que es nada más y nada menos que Reptile, quien ataca a Liu. Ellos se enfrentan dentro de un cuarto extraño. Liu empieza a ganar la pelea y da su golpe final con su patada de bicicleta. Reptile vuelve a su forma original y Kang lo extermina. Allí es cuando aparece Kitana quien les menciona donde puede encontrar a Shang Tsung. Les menciona también que Outworld era antes parecido a la Tierra, pero fue conquistada por el emperador.
En el castillo, unos monjes entran a un lugar donde se encuentra Sonya Blade presa, ella rehúsa pelear contra Tsung y lo amenaza diciéndole que sus amigos vendrán. Los tres monjes se revelan siendo Liu Kang, Johnny Cage y Kitana. Shang Tsung trata de aprehenderlos, pero Kitana, siendo la hija adoptiva del emperador los detiene. Kitana le reitera que el torneo no puede ser ganado con traición así que, Shang Tsung reta a Johnny Cage al combate final en un intento desesperado pero Liu se interpone retando a Tsung y él acepta.
Ambos empiezan un combate mano a mano, pero Tsung es derribado por Liu. Así que Tsung llama a varias almas de guerreros que cobran vida para atacar a Kang, pero uno a uno son derribados por Liu. Shang Tsung se encuentra en la cima del escenario, mientras que Kitana susurra sobre los retos que Liu debe enfrentar. Liu va donde Tsung se encuentra y este se convierte en Chan, el hermano de Liu tratando de confundirlo, pero Liu se da cuenta de que no es el verdadero Chan, que el real está muerto. Tsung vuelve a su forma original y lo ataca, haciendo que Liu caiga rendido, Tsung casi tiene su victoria hasta que se burla de Liu sobre que es el "elegido"; él se levanta y reitera que él es el "elegido". Esquiva cada golpe de Tsung y le ordena dejar las almas que poseyó antes en libertad.
Él se niega mencionando que esas almas le pertenecen. Liu le da varios golpes y lanza una fireball haciendo que Tsung caiga del escenario hacia unas agujas filosas y muere. Tsung se va transformando en esqueleto y libera las almas que tenía, entre ellas la de Chan, quien se despide de Liu antes de emprender el descanso eterno. Liu mira a los demás y les menciona que es hora de volver a casa. Raiden ya los espera afuera y se alegra al saber el resultado del torneo y haber salvado a la Tierra de una invasión, pero un templo es destruido y una voz siniestra se escucha. Se trata del emperador quien no conforme con el resultado, intenta invadir la Tierra, pero Raiden y los demás se oponen y se preparan para atacar.

## Reparto
| Personaje           | Actor original Estados Unidos              | Actor de doblaje España | Actor de doblaje Hispanoamérica (Primera versión) | Actor de doblaje Hispanoamérica (Segunda versión) |
| ------------------- | ------------------------------------------ | ----------------------- | ------------------------------------------------- | ------------------------------------------------- |
| Lord Raiden         | Christopher Lambert                        | Salvador Vidal          | Octavio Rojas                                     | Marcelo Armand                                    |
| Liu Kang            | Robin Shou                                 | Sergio Zamora           | Jorge Roig Jr.                                    | Martín Gopar                                      |
| Johnny Cage         | Linden Ashby                               | Antonio Lara            | Israel Magaña                                     |                                                   |
| Shang Tsung         | Cary-Hiroyuki Tagawa                       | Jesús Ferrer            | José Luis Orozco                                  | Adrián Wowczuk                                    |
| Goro                | Kevin Michael Richardson/ Tom Woodruff Jr. | Arsenio Corsellas (†)   | Martín Soto                                       | René Sagastume                                    |
| Sonya Blade         | Bridgette Wilson                           | Núria Mediavilla        | Dulce Guerrero                                    | Mara Campanelli                                   |
| Kitana              | Talisa Soto                                | Rosa María Hernández    | Rebeca Patiño                                     | Mariana de Iraola                                 |
| Kano                | Trevor Goddard (†)                         | Juan Carlos Gustems     | Ismael Castro                                     | Pedro Ruiz                                        |
| Scorpion            | Chris Casamassa Ed Boon (voz)              |                         | Jaime Vega                                        |                                                   |
| Sub-Zero            | François Petit                             |                         |                                                   |                                                   |
| Reptile             | Keith Cooke Frank Welker (voz)             |                         | Emilio Guerrero                                   |                                                   |
| Art Lean            | Kenneth Edwards                            |                         | François Clemenceau                               |                                                   |
| Chang Kang          | Steven Ho                                  | Ángel de Gracia         | Daniel Abundis                                    |                                                   |
| Maestro Shaolin     | Lloyd Kino                                 |                         |                                                   |                                                   |
| Jax Briggs          | Gregory McKinney                           | Luis Grau               | Jorge Ornelas                                     |                                                   |
| Director            | Sandy Helberg                              | Joaquín Muñoz           |                                                   |                                                   |
| Maestro Boyd        | Peter Jason                                | Josep María Ullod       | Carlos Magaña (†)                                 |                                                   |
| Emperador Shao Kahn | Frank Welker (voz)                         |                         | Carlos Magaña (†)                                 |                                                   |

## Desarrollo y preproducción
Mientras que Mortal Kombat II estaba en la fase de prueba y el Mortal Kombat original todavía sólo se había lanzado en arcades, no para consolas domésticas, el productor de películas Lawrence Kasanoff visitó a unos amigos de la editorial del juego, Midway Games, y jugó con una unidad de Mortal Kombat que estaba en sus oficinas. Vio posibilidades cinematográficas en el concepto y expresó su interés en hacer una película basada en el juego, pero el director de Midway, Neil D. Nicastro, no estaba de acuerdo con que el juego pudiera ser una película exitosa, particularmente dado el fracaso de las adaptaciones cinematográficas anteriores de videojuegos. Después de meses de negociaciones, Kasanoff finalmente adquirió una opción limitada sobre los derechos cinematográficos de Mortal Kombat.
Aunque varios directores importantes presentaron propuestas para la película, el productor eligió al director desconocido Paul W.S. Anderson después de ver una proyección de su película debut, Shopping, que Larry sintió que demostraba que podía adoptar un enfoque innovador para el material. Anderson no tenía experiencia con efectos visuales, pero estaba entusiasmado con hacer una película de Mortal Kombat, por lo que leyó todos los libros que pudo encontrar sobre efectos visuales y, en sus palabras, "de alguna manera me abrí paso a base de engaños".

### Casting
Un relativamente desconocido, Robin Shou, fue elegido para el papel del personaje principal de la película, Liu Kang. Shou era un campeón de Wushu que se convirtió en especialista de Hong Kong. Su único trabajo en una película estadounidense fue en la película para televisión Forbidden Nights. En un principio, Shou rechazó el papel porque pensó que lo elegirían para interpretar a un villano asiático estereotipado. Solo después de que su agente le dijera que Liu Kang era el héroe de la película, lo reconsideró.
Cameron Diaz fue originalmente elegida para interpretar a Sonya Blade, pero abandonó el proyecto debido a una lesión en la muñeca y fue reemplazada por Bridgette Wilson. Wilson había aceptado un papel en Billy Madison después de que la pasaran por alto en las audiciones de Mortal Kombat a favor de Díaz, por lo que tuvo que volar al set la mañana después de su último día de rodaje de Billy Madison.
Brandon Lee fue elegido originalmente para interpretar a Johnny Cage, pero murió antes de comenzar la filmación. Jean-Claude Van Damme, cuya interpretación en Bloodsport se inspiró en el personaje del juego, recibió la oferta para el papel, pero lo rechazó porque estaba ocupado filmando Street Fighter, también basada en un videojuego de lucha. Por coincidencia, ambas películas se rodaron en Tailandia. Linden Ashby consiguió el papel en parte debido a su experiencia previa en artes marciales, ya que había entrenado karate y taekwondo.
El papel de Raiden se le ofreció primero a Sean Connery, quien lo rechazó porque no quería interpretar un papel físicamente exigente. Danny Glover también fue considerado.
Steve James fue originalmente elegido para interpretar a Jax, pero murió de cáncer de páncreas un año antes de que comenzara la producción de la película. Michael Jai White estaba previsto que lo reemplazara, pero abandonó sus estudios para protagonizar Tyson. Más tarde interpretaría a Jax en la serie web Mortal Kombat: Legacy.

## Producción

### Filmación

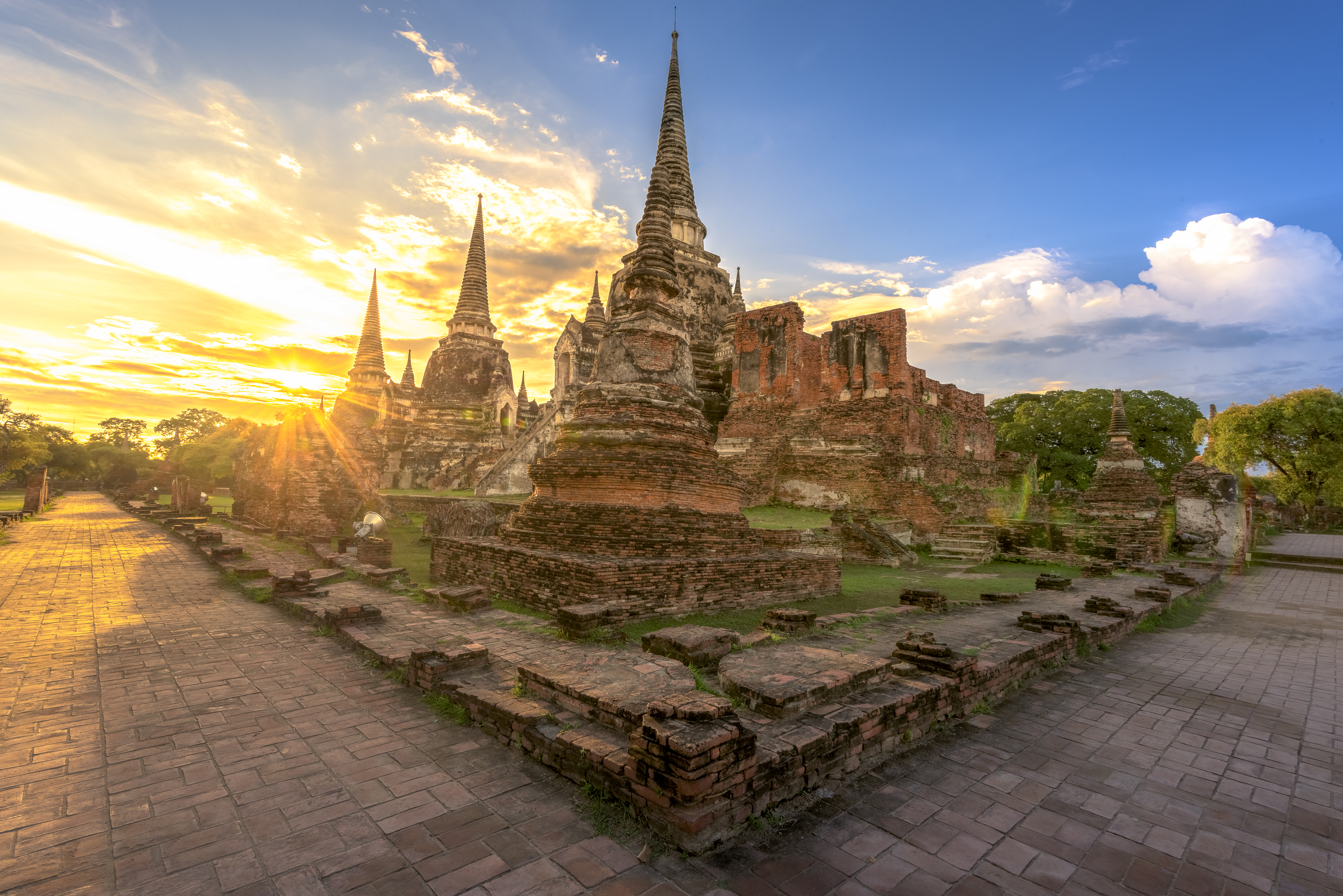
Wat Phra Si Sanphet se utilizó en la apertura de la película para una pelea entre Shang Tsung y el hermano de Liu Kang

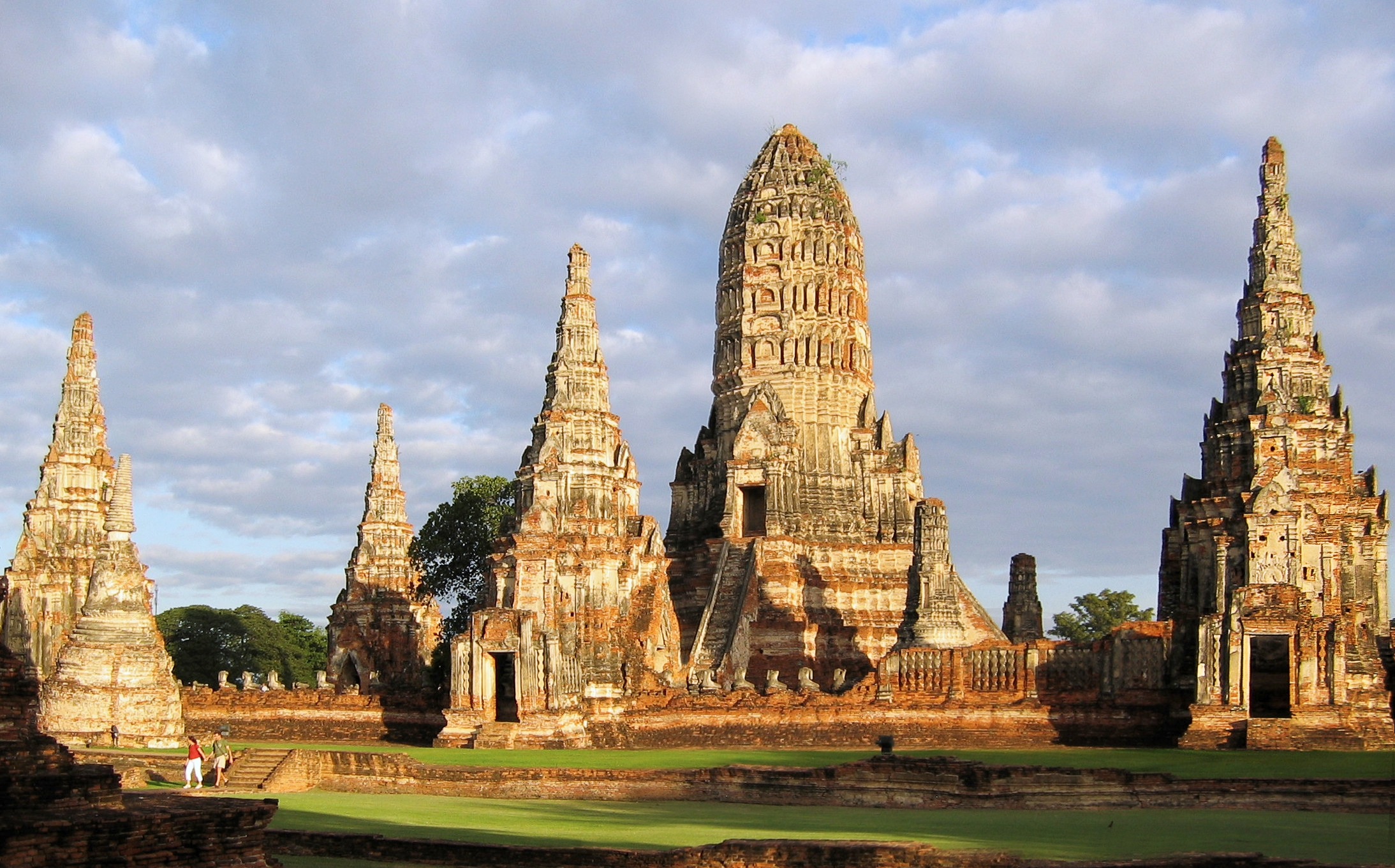
Wat Chaiwatthanaram se utilizó como telón de fondo para la Orden de la Luz, el templo donde se entrenó Liu Kang

La filmación comenzó en agosto de 1994 y terminó en diciembre de 1994. Las escenas exteriores de Outworld se filmaron en la fábrica abandonada de acero Kaiser (ahora el Auto Club Speedway) en Fontana, California, mientras que todas las escenas de Goro se filmaron en Los Ángeles.
A los lugares de rodaje en Tailandia solo se podía acceder en barco, por lo que el reparto, el equipo y el equipo tuvieron que ser transportados en largas embarcaciones tipo canoa. El director de localizaciones Gerrit Folsom construyó una letrina en una zona apartada cerca del set para aliviar el problema de los repetidos viajes de ida y vuelta al continente. Las localizaciones de rodaje en Tailandia incluyen los templos Wat Phra Si Sanphet, Wat Chaiwatthanaram y Wat Ratchaburana.
La llegada de los concursantes de la Tierra en barco, la escena de meditación de Liu Kang y la pelea entre Liu Kang y Kitana se filmaron en la playa Railay y la playa Phra Nang, respectivamente. Las proas de los barcos estaban decoradas con cabezas de dragón y se utilizaron en la película como transporte secundario de los combatientes a la isla de Shang Tsung desde su barco personal.
A instancias de Anderson, los actores improvisaron gran parte del diálogo de la película, incluidas las bromas "Gracias a Dios no le pedí que estacionara el auto" y "Esas eran unas gafas de sol de 500 dólares, imbécil". La mayoría del elenco tuvo varias semanas de entrenamiento para las secuencias de lucha antes de la filmación, pero debido a la nueva contratación de último momento para el papel de Sonya Blade, Bridgette Wilson tuvo que hacer todo su entrenamiento en el set. La pelea de Sonya contra Kano fue una de las últimas escenas filmadas para que Wilson tuviera tiempo suficiente para entrenar.
Shou dijo que en el guion original "se suponía que se enamoraría de Talisa Soto [Kitana]. Lo estaba esperando con ansias, pero pensaron que teníamos tanta acción que no queríamos agregarle romance. Lo cortaron". También se escribió un guion, pero no se filmó, sobre una breve batalla entre Sonya y Jade, otra de las sirvientas de Shang Tsung, y una escena en la que Shang Tsung les permitió a los héroes una noche para llorar la pérdida de Art Lean y enterrarlo en el Jardín de las Estatuas, debajo de la estatua del Gran Kung Lao. El personaje de Reptile se omitió originalmente del guion, pero luego se agregó en respuesta a que los grupos de discusión no estuvieran impresionados con las primeras secuencias de lucha de la película. La pelea entre Reptile y Liu Kang fue filmada en un set en un hangar en el Aeropuerto de Van Nuys. Shou y Anderson notaron que ninguno sabía cómo luciría la forma de lagarto de Reptile hasta después de la filmación, lo que hizo que la pelea fuera más larga. La secuencia previa a la pelea fue difícil de filmar.

### Escenas de lucha
El coordinador principal de peleas y acrobacias de la película fue el artista marcial Pat E. Johnson, cuyos créditos anteriores incluían Enter the Dragon, The Karate Kid y Teenage Mutant Ninja Turtles. Debido a las experiencias pasadas de Robin Shou como especialista de Hong Kong, Johnson le dio rienda suelta para incorporar sus ideas en la coreografía, y Shou finalmente sería acreditado como "Coreógrafo de peleas:secuencias adicionales". Una de las innovaciones de Shou fue la incorporación de Wire fu, lo que convirtió a Mortal Kombat en una de las primeras películas de Hollywood en hacerlo.
A pesar de la intensidad de las escenas de lucha, junto con los actores realizando la mayoría de sus propias acrobacias, la única lesión notable reportada en ese momento fue un riñón magullado que Ashby sufrió mientras filmaba la escena de lucha de Cage con Scorpion. El doble de riesgo de Scorpion chocó violentamente con una barra de acero en la misma escena, pero como ocurre con la mayoría de las lesiones de los dobles de riesgo, no se informó ampliamente en los medios. Wilson se dislocó el hombro, pero descubrió que no tenía problemas una vez que se lo volvieron a colocar en su lugar y continuó con la filmación. Robin Shou se fracturó dos costillas al ser arrojada contra un pilar en la escena de lucha entre Liu Kang y Reptile, pero no dijo nada al respecto por temor a que se cerrara la producción. Sólo le dijo a Keith Cooke, el actor que interpreta a Reptile, que no lo golpeara en el lado derecho de la caja torácica, y terminó la escena antes de ir al hospital.

### Efectos especiales
Goro fue interpretado por un elaborado animatronic de un millón de dólares creado por Tom Woodruff Jr. y Alec Gillis de Amalgamated Dynamics y operado por entre 13 y 16 titiriteros. Esta avanzada construcción resultó ser una fuente continua de problemas en el set; Goro se descomponía con frecuencia y la persona que lo operaba desde adentro solo podía hacerlo durante dos minutos a la vez debido a la falta de oxígeno. Aunque Anderson hizo todo lo posible para construir y filmar a Goro de una manera que funcionara con las limitaciones del animatrónic, en última instancia, el tiempo de Goro en pantalla tuvo que reducirse drásticamente de lo que se había planeado originalmente.

### Clasificación de la MPAA
Como querían que la película tuviera una clasificación PG-13 y que se mantuviera lo más cerca posible del videojuego, los productores hablaron extensamente con la junta de clasificación para conocer las limitaciones precisas de la clasificación e intentaron optimizar creativamente la cantidad de violencia y lenguaje grosero en la película dentro de esas limitaciones. Por ejemplo, se enteraron de que la clasificación PG-13 prohíbe la muerte en pantalla, pero solo de personajes humanos, por lo que hicieron que todas las muertes de no humanos ocurrieran en pantalla.

## Música
El álbum de banda sonora de la película fue compuesto por George S. Clinton, publicado por Rykodisc el 11 de octubre de 1995. El álbum de banda sonora de la película fue publicado por TVT Records el 15 de agosto de 1995. El álbum de banda sonora obtuvo disco de platino en menos de un año alcanzando el puesto número 10 en el Billboard 200.
La banda sonora de Clinton incorpora instrumentación electrónica y de percusión, con un uso intensivo de fuentes musicales del este de Asia. Al describir su enfoque para componer la banda sonora de la película, Clinton dijo: "Para la primera proyección de prueba habían puesto una banda sonora temporal debajo que era principalmente música de acción orquestal tradicional, y quedó claro que el público objetivo, que estaba acostumbrado a escuchar música tecno a todo volumen durante el juego, no estaba contento con ese enfoque. Así que eso me dio la oportunidad de idear un enfoque que llamé "Tecno-Taiko-Orcho". Mi banda sonora tendría un núcleo tecno con una capa de instrumentos étnicos asiáticos (tambores Taiko, shakuhachi, cantantes de garganta tuvanos) rodeados por una orquesta. Pero no una orquesta normal, sino una Orquesta de Testosterona. Sin instrumentos de clave de sol (sin flautas, clarinetes, trompetas, violines, etc.). Solo 18 violas, 14 violonchelos, seis contrabajos y muchos metales graves... y percusión. Era enorme. Cuando los supervisores musicales John Houlihan y Sharon Boyle me presentaron al mago de la guitarra Buckethead, supe que también se convertiría en un elemento importante de mi banda sonora. La banda sonora incluye trabajo adicional de guitarra de Buckethead y batería de Brain.
La película incluye la canción principal "Mortal Kombat (Techno-Syndrome)", que había sido escrita por el dúo musical belga The Immortals para Mortal Kombat: The Album. Su uso en la película consolidó su estatus como el "tema de Mortal Kombat".

## Estreno
La película estaba originalmente prevista para estrenarse en Estados Unidos en mayo de 1995, pero se retrasó hasta agosto. Según Kasanoff, esto se debió a que los ejecutivos de New Line Cinema sintieron que la película tenía el potencial de ser un éxito de verano. Se estrenó el 20 de octubre en el Reino Unido y el 26 de diciembre en Australia.

## Recepción

### Taquilla
Mortal Kombat se estrenó el 18 de agosto de 1995 y fue la número uno en taquilla durante el fin de semana con 23,2 millones de dólares, casi ocho veces la cifra de apertura del único otro estreno de ese fin de semana, El club de las niñeras. En ese momento, fue el segundo estreno de agosto con mayor recaudación después de El fugitivo de 1993. La película disfrutó de una temporada de tres semanas en el número uno, recaudando US$73 millones a nivel nacional en los Estados Unidos. También recaudó 51,7 millones de dólares en otros territorios, para un total mundial de 124,7 millones de dólares. La película se convirtió en la adaptación de un videojuego con mayor recaudación antes de ser superada por Pokémon: The First Movie en 1998.

### Respuesta de la crítica
En Rotten Tomatoes, 47% de 45 críticos dieron a la película una reseña positiva, con una calificación promedio de 4.8/10. El consenso de los críticos del sitio dice: "A pesar de una atmósfera de otro mundo efectiva y visuales apropiadamente cursis, Mortal Kombat sufre de una trama mal construida, diálogos risibles y actuaciones mediocres". Metacritic le dio a la película una puntuación media ponderada de 60 sobre 100, basada en 13 críticos, lo que indica "críticas mixtas o promedio". Las audiencias encuestadas por CinemaScore le dieron a la película una calificación promedio de "A−" en una escala de A+ a F
Los críticos elogiaron su atmósfera, secuencias de lucha, valores de producción y efectos visuales. Sin embargo, su clasificación PG-13 y, en menor medida, las actuaciones y el guion fueron criticados. Lisa Schwarzbaum de Entertainment Weekly llamó a Mortal Kombat "un anuncio extenso, satisfecha y vacío, para el disfrute de los joysticks (filmado en un cursi y ornamentado estilo cinematográfico de Hong Kong)" y también señaló que "está notablemente libre de sangre y gore". Stephen Holden del New York Times dijo que "Mortal Kombat podría describirse como comida chatarra mitológica. Aunque se habla de que los tres kombatientes tienen que enfrentarse a sus miedos más profundos para prevalecer, la acción es tan frenética y el diálogo tan mínimo que la alegoría carece de peso". Roger Ebert dijo que estaba "justo en el medio" y señaló que los fanáticos podrían estar decepcionados por el hecho de que los asesinatos de la película sean mucho menos brutales que los de los videojuegos Mortal Kombat, notoriamente violentos. Marc Savlov de Austin Chronicle mencionó que, "Es el equivalente cinematográfico del algodón de azúcar y Rock 'Em Sock 'Em Robots, pero tal vez recuerdes que te encantaban esas cosas cuando eras niño. Yo sé que sí", dándole una calificación de 2.5/5 estrellas.
Laura Evenson, del San Francisco Chronicle, mencionó que "la película Mortal Kombat tiene todo lo que un adolescente podría desear: serpientes que sobresalen de las palmas de las manos de un villano, luchas acrobáticas de kung-fu y un par de chicas peleando. Todo, es decir, menos una trama interesante, diálogos decentes y actuaciones convincentes" y concluyó que probablemente se convertirá en un clásico de culto.
Kevin Thomas de Los Angeles Times le dio a la película una crítica entusiasta, escribiendo que "tan impresionantes como son los efectos especiales en cada momento, aún más crucial es el diseño de producción soberbio e imaginativo de Jonathan Carlson, que combina exteriores de Tailandia con vastos escenarios que recuerdan la grandeza bárbara de los antiguos y exóticos palacios de cine y las epopeyas exageradas de Maria Montez. El glorioso y sombrío trabajo de cámara de John R. Leonetti y la banda sonora enérgica y contundente de George S. Clinton completan la tarea de dar vida al peligroso Outworld". Gene Siskel del Chicago Tribune le dio una calificación de "pulgar hacia arriba" a Siskel & Ebert, llamándolo "el único videojuego medianamente decente convertido en película que he visto" y "muy divertido", diciendo que estaba gratamente sorprendido por sus diversos valores de producción de alta calidad, incluidos los efectos especiales "a menudo sensacionales", las ubicaciones exóticas y el elenco de personajes "claramente dibujados con tipos atractivos". Leonard Klady de Variety le otorgó a la película 3.5/5 estrellas, afirmando: "Pero donde otros se han hundido en el fango de la imitación, el director Paul Anderson y el escritor Kevin Droney logran un equilibrio viable entre una coreografía exquisitamente acción y contrapunto visual y verbal irónico". Kim Newman de la revista Empire dijo: "Para cuando llegue la gran pelea que salve al mundo, es difícil no desear que Shung Tsung  [sic] decida el destino de la humanidad preguntándole a Liu Kang cuál es la capital de Venezuela... en lugar de enzarzarlo en otra ronda de pelea sucia asistida sobrenaturalmente", con una calificación final de 3 estrellas de 5.

### Legado y revaluación
Desde la fundación de Rotten Tomatoes en 1998 hasta 2018, Mortal Kombat tuvo la calificación crítica más alta en el sitio de todas las adaptaciones de videojuegos. Las revaluaciones críticas han sido mixtas, pero en su mayoría positivas debido a las secuencias de acción bien elaboradas, las actuaciones del elenco y los exóticos diseños de escenarios, y la película se considera un clásico de culto. La serie de videojuegos en sí tomaría elementos de la película en su historia, como la reinterpretación de Kano (originalmente un personaje japonés-estadounidense) como australiano después de la actuación de Trevor Goddard.
Un editorial de 2020 que analiza el trabajo de Paul W.S. Anderson en Rotten Tomatoes dijo sobre Mortal Kombat, "Los críticos estaban divididos en un 47% en el Tomatómetro, pero al público le encantó la banda sonora electrónica, las escenas de lucha creativas y el elenco diverso de actores comprometidos que sacrificaron múltiples costillas magulladas para bendecirnos con algunas peleas excelentes". El editorial atribuyó el éxito de taquilla de la película principalmente a su carácter lúdico consciente, afirmando que "Anderson y su talentoso equipo sabían lo que estaban haciendo y lo hicieron con seriedad". Bloody Disgusting comentó que "gracias a la velocidad cinética en la que se mueven los actores, la música de alto octanaje e, irónicamente, el movimiento de la cámara, cada pelea tiene un amplio sentimiento y agresión", en particular elogiando las peleas de Scorpion/Johnny Cage y Liu Kang/Reptile.
En 2020, Rotten Tomatoes habló sobre la película en la serie de podcasts "Rotten Tomatoes Is Wrong". Scott Johnson criticó la película por no ser una adaptación fiel, citando, en particular, la ausencia de gore de clasificación R (que sentía que era lo único realmente atractivo del juego) y la presencia de Reptile (que erróneamente dijo que no aparece en el juego original). La co-panelista Jacqueline Coley respondió que una clasificación R habría bloqueado a la base de fanáticos de Mortal Kombat, contando cómo incluso con una clasificación PG-13 solo pudo ver la película en los cines colándose y señaló que las películas de videojuegos más queridas no son adaptaciones fieles sino cine bien elaborado que captura la esencia de los juegos. Mark Ellis estuvo de acuerdo con Coley en que Mortal Kombat tuvo éxito en este aspecto, comentando en particular cómo imita la trama mínima del juego al centrarse en el torneo, creando una experiencia similar a ver March Madness. JoBlo.com llamó a Mortal Kombat "colorido, ambicioso y sorprendentemente divertido; Anderson unió todo alrededor de un elenco perfecto liderado por el gran Robin Shou". Screen Rant se refirió a la coreografía como "de primera categoría", las ubicaciones como "increíbles", la banda sonora como "pura perfección" y el elenco como "dedicado y sobresaliente", pero las CGI como caricaturescas y "risibles", la violencia como no fiel al material original, el animatrónic de Goro como "ni siquiera tan impresionante para los estándares de 1995", y las representaciones de Scorpion y Sub-Zero como insultantes y "completamente desperdiciadas". CBR mencionó que Mortal Kombat es "un clásico de artes marciales por encima de la media que fue muy divertido y fácilmente una de las películas de videojuegos más re-mirables, 25 años después". Bloody Disgusting dijo que la película hace un excelente trabajo al rendir homenaje a su material original al incluir una gran cantidad de personajes del juego sin que ninguno de ellos se sienta forzado y al capturar la intensa sensación de acción del juego, mientras que Collider afirmó que "La película sabe cómo caminar por la línea entre la reverencia y la tontería".
La interpretación de Cary-Hiroyuki Tagawa de Shang Tsung ahora se considera la representación ideal del hechicero. JoBlo.com señaló que todos los actores que han asumido el papel desde entonces han sido comparados con Tagawa, comentando que su interpretación "tiene toda la cadencia y el estilo embellecido como si estuviera en Broadway, pero se comporta físicamente como si estuviera simplemente imponiendo la ley casualmente. Tagawa es Shang Tsung". Screen Rant informó que si bien sintieron que todos los miembros del elenco principal fueron igualmente sobresalientes, Tagawa fue "la mejor elección de la película para muchos". Christopher Lambert como Lord Raiden también recibió una cobertura positiva con JoBlo.com comentando que "le dio a la producción madurez y poder de estrella" mientras que CBR mencionó que "roba cada escena en la que aparece, pronunciando líneas ridículas como, El destino de miles de millones depende de ti, antes de reír y disculparse".
Mortal Kombat 11 rindió homenaje a la primera película con numerosos easter eggs, además de traer de vuelta a Cary-Hiroyuki Tagawa para interpretar a Shang Tsung en la historia de "Aftermath". El contenido descargable posterior presentaría voces y semejanzas de Christopher Lambert, Linden Ashby y Bridgette Wilson como Raiden, Johnny Cage y Sonya Blade, respectivamente.

## Otros medios

### Secuela
En 1997 se estrenó una secuela titulada Mortal Kombat: Aniquilación. Fue dirigida por John R. Leonetti, quien fue el director de fotografía de la primera película. Solo Robin Shou y Talisa Soto repitieron sus papeles, y los demás fueron reemplazados. Su historia es en gran parte una adaptación de Mortal Kombat 3, que sigue a los guerreros de Earthrealm en su batalla contra Shao Kahn.
A diferencia de su predecesora, Aniquilación fue duramente criticada y fracasó en taquilla. Como resultado, el desarrollo de la tercera entrega planeada se detuvo y nunca avanzó más allá de la preproducción. En julio de 2009, los actores Chris Casamassa (Scorpion) y Linden Ashby (Johnny Cage) anunciaron por separado que repetirían sus respectivos papeles de la película original, y Casamassa afirmó además que el rodaje comenzaría en septiembre de ese año, pero el proyecto no comenzó a producirse.

### Película animada
El 11 de abril de 1995, New Line Home Video, Turner Home Entertainment y Threshold Entertainment lanzaron una película animada complementaria en VHS y Laserdisc, titulada Mortal Kombat: The Journey Begins. Sirviendo como una precuela de la película, sigue a los protagonistas Liu Kang, Johnny Cage y Sonya Blade mientras viajan en un misterioso barco al torneo de Mortal Kombat. En el camino se encuentran con Rayden, quien les da pistas sobre cómo sobrevivir al torneo y derrotar a Shang Tsung y su ejército de secuaces Tarkatan. Al llegar a la isla donde tienen lugar las batallas, Rayden vuelve a contar los orígenes de Shang Tsung, Goro, Scorpion, Sub-Zero y el Gran Kung Lao entre escenas de lucha.
La película presentó una combinación de animación tradicional, captura de movimiento e CGI para explicar los orígenes detrás de algunos de los personajes principales de la película, así como un documental detrás de escena de quince minutos del estreno en cines. Los avances de la película se vieron en la copia promocional de VHS screener y en otros lanzamientos de VHS de Turner Home Entertainment y New Line Home Entertainment. La película se incluyó en el Blu-ray de Mortal Kombat, lanzado en abril de 2011.

### Novelización
Una novelización de la película de "Martin Delrio" (James D. Macdonald y Debra Doyle) fue lanzada a través de Tor Books. Se basa en una versión temprana del guion de la película y, como tal, incluye varias escenas eliminadas o no filmadas, como una pelea entre Sonya Blade y Jade.

### Serie de televisión
Threshold Entertainment produjo dos series de televisión relacionadas con la película, la animada Mortal Kombat: Defenders of the Realm y la de acción real Mortal Kombat: Conquest. "Defenders of the Realm", que se emitió en el bloque de animación Action Extreme Team de USA Network en 1996, sirvió como una secuela alternativa y contó con Liu Kang, Kitana, Sub-Zero, Sonya Blade, Jax, Kurtis Stryker y Nightwolf como los héroes epónimos. "Conquest" sirvió como una precuela centrada en el Gran Kung Lao, acompañado por los personajes originales Siro y Taja, y se emitió en sindicación de radiodifusión de 1998 a 1999. Ambas series recibieron críticas negativas y fueron canceladas después de una temporada.

### Reinicio
En 2021, New Line Cinema produjo una nueva película de reinicio de Mortal Kombat, que fue estrenada por Warner Bros. Pictures en abril de 2021 en cines y HBO Max.

## Diferencias entre la película y el videojuego
Para los fanáticos de la saga, Mortal Kombat es considerada a lo largo de los años como una de las mejores películas basadas en un videojuego, superando a otras como Mario Bros, Double Dragon o Street Fighter. Sin embargo, en la trama del filme hay algunas diferencias en cuanto a la historia oficial del primer y segundo juego. Como la historia oficial de la serie nunca estuvo clara en aquellos años, era difícil saber la sinopsis de MK:
- Nunca se dio a entender qué pasa con la familia de Liu Kang, pero en la película tiene un hermano menor llamado Chan - en el cómic oficial de MK1 se llama Chow- y también decía que estaba muerto y un abuelo, que también es un monje shaolin como él. En los juegos nunca se mencionó a su familia. También se mencionó que era descendiente del Gran Kung Lao, cuando en los juegos el que ocupaba el rol era el también llamado Kung Lao.

- Shang Tsung en la película aparece como un hombre que ronda los cuarenta años de edad y en el primer videojuego es un anciano con más de dos mil años de edad, su versión rejuvenecida aparece en el segundo juego gracias a los poderes otorgados por Shao Kahn.

- Kitana no participó en el torneo como se muestra en esta película, más bien su primera aparición fue en Mortal Kombat II, pero como la película se basa en los Primeros Juegos, ella aparece incluso en el primer torneo.

- Sub-Zero y Scorpion no trabajan para Shang Tsung, ninguno de los dos son siervos del hechicero ni siquiera son compañeros, más bien son enemigos de hace muchísimos años. En los juegos, ambos son invitados por Tsung para competir.

- Ni Kano ni Reptile ni Shang Tsung habían muerto en el torneo como se mostró, ya que sus apariciones y resurrecciones serían inexplicables en la siguiente entrega.

- La muerte del Sub-Zero original fue a manos de Scorpion, sin embargo, en esta película es aniquilado por Liu Kang.

- Reptile en esta película se muestra como un lagarto camaleón que espía a Kitana y protagonistas (Liu Kang, Sonya y J. Cage) y al ser lanzado a una estatua se convierte en ninja saurian humanoide. Pero eso es falso, ya que en la historia original Reptile usa una piel de humanoide para ocultar sus rasgos saurian y no espía a los guerreros del Earthrealm sino que trabaja como guardaespaldas personal de Shang Tsung.

- Otra cosa que tampoco está confirmado es acerca de los combates dados en los acontecimientos de MK1. En la película, Liu Kang se enfrenta a Kitana, Sub-Zero, Reptile y Shang Tsung. Johnny Cage vence a Scorpion y a Goro (el cual se supone que fue vencido por Liu Kang en la historia original), y Sonya pelea contra Kano y originalmente esta pelea se da en el tercer videojuego.

- - En el juego de 2011, Mortal Kombat 9, se mostraron algunos combates del primer torneo: Johnny Cage contra Reptile, Sonya y Kano; Sonya contra Sub-Zero, Raiden, Kitana y Kano; Scorpion contra Sub-Zero; y Liu Kang contra Scorpion, Goro y Shang Tsung.